# باشگاه فوتبال امپتیل تاون
باشگاه فوتبال امپتیل تاون (به انگلیسی: Ampthill Town Football Club) یک باشگاه فوتبال در شهر امپتیل، کشور انگلستان است که در سال ۱۸۸۱ میلادی تأسیس شده‌است.